# Renzo Zorzi
Renzo Zorzi (Ziano di Fiemme, Italia; 12 de diciembre de 1946-Magenta, Italia; 15 de mayo de 2015) fue un piloto de automovilismo italiano. Participó en 7 Grandes Premios de Fórmula 1 entre 1975 y 1977.

## Carrera
Renzo debutó en Fórmula 3 en 1972. Tres años más tarde ganó el GP de Mónaco de F3. Tras esta experiencia, fue convocado por Frank Williams para correr en Fórmula 1. Disputó dos GGPP, terminando ambos fuera de los puntos.
Para 1977, fue contratado por Shadow Racing Cars para ser compañero de Tom Pryce. Participó en las primeras 5 carreras de la temporada, sumando un punto en Interlagos.
Después compitió brevemente en el campeonato de Fórmula Aurora con un Arrows A1 en 1980. Luego de su retiro, el italiano trabajó como instructor de la escuela de pilotos de Pirelli en el sur de Italia.
Murió en el municipio de Magenta el 15 de mayo de 2015, a los 68 años de vida.

## Resultados

### Fórmula 1
(Clave) (negrita indica pole position) (cursiva indica vuelta rápida)

| Año     | Escudería                  | 1       | 2     | 3       | 4       | 5       | 6   | 7   | 8   | 9   | 10  | 11  | 12  | 13     | 14  | 15  | 16  | 17  | Pos. | Puntos |
| ------- | -------------------------- | ------- | ----- | ------- | ------- | ------- | --- | --- | --- | --- | --- | --- | --- | ------ | --- | --- | --- | --- | ---- | ------ |
| 1975    | Frank Williams Racing Cars | ARG     | BRA   | RSA     | ESP     | MON     | BEL | SWE | NED | FRA | GBR | GER | AUT | ITA 14 | USA |     |     |     | NC   | 0      |
| 1976    | Frank Williams Racing Cars | BRA 9   | RSA   | USW     | ESP     | BEL     | MON | SWE | FRA | GBR | GER | AUT | NED | ITA    | CAN | USA | JPN |     | NC   | 0      |
| 1977    | Shadow Racing Team         | ARG Ret | BRA 6 | RSA Ret | USW Ret | ESP Ret | MON | BEL | SWE | FRA | GBR | GER | AUT | NED    | ITA | USA | CAN | JPN | 19.º | 1      |
| Fuente: |                            |         |       |         |         |         |     |     |     |     |     |     |     |        |     |     |     |     |      |        |